# Indiana Jones and the Fate of Atlantis: The Action Game
Indiana Jones and the Fate of Atlantis, spesso sottotitolato The Action Game, è un videogioco di avventura dinamica della saga di Indiana Jones, pubblicato nel 1992 per i computer Amiga, Amstrad CPC, Atari ST, Commodore 64, MS-DOS e ZX Spectrum.
Il sottotitolo lo distingue dal contemporaneo Indiana Jones and the Fate of Atlantis, che è invece un'avventura grafica con limitata presenza di azione. La trama di The Action Game è una versione semplificata di quella dell'avventura grafica, che non corrisponde ad alcun film della saga.

## Trama
Siamo nel 1938. Indiana Jones è entrato in possesso di reperti che ritiene legati all'esistenza di Atlantide. I reperti gli vengono rubati, ma il ladro lascia involontariamente una traccia che lo ricollega a una ex collega di Indiana, Sophia Hapgood, anch'ella interessata ad Atlantide. Indiana la raggiunge a New York, ma il ladro colpisce di nuovo derubando anche Sophia dei suoi reperti atlantidei. Indiana e Sophia decidono allora di mettersi alla ricerca di Atlantide insieme. I due non sanno che il ladro è Klaus Kerner, un agente della Germania nazista che lavora per il dott. Hans Ubermann, il quale pensa di poter ottenere una potentissima fonte di energia dall'oricalco, un materiale che si trova ad Atlantide.
La ricerca porta i protagonisti al Casinò di Monte Carlo, dove ha inizio il gioco vero e proprio. I due stanno cercando l'antiquario Alain Trottier, dal quale devono acquistare altri reperti dopo aver racimolato abbastanza soldi alla roulette truccata. I nazisti però si accorgono della loro presenza e i due dovranno difendersi dai loro agenti.
La caccia prosegue quindi in una base navale controllata dai nazisti, dove Indiana e Sophia devono riuscire a introdursi in un sottomarino nemico. A bordo affrontano Klaus Kerner e quindi raggiungono un arcipelago sotto il quale dovrebbe giacere Atlantide. Sulle isole ci sono nativi ostili e devono trovare il modo di compiacere il loro capo.
Infine, attraverso una caverna Indiana e Sophia discendono ad Atlantide, dove oltre ai nazisti devono vedersela con delle creature mostruose. L'avventura termina quando i due attivano dei macchinari che causano la distruzione dell'isola e fuggono.

## Modalità di gioco
Il giocatore può controllare sia Indiana Jones, sia Sophia Hapgood, passando dall'uno all'altro quando lo desidera, ovunque si trovino. L'avventura è costituita da 6 livelli, ciascuno un diverso ambiente da esplorare, anche su più piani: il casinò, la base navale, l'attracco del sottomarino, il sottomarino, le isole e Atlantide.
I livelli sono pattugliati dai nazisti o da altri nemici, da evitare o combattere, e richiedono la risoluzione di qualche enigma, di solito il ritrovamento di qualche oggetto e il suo particolare uso.
L'area di gioco è mostrata con visuale isometrica obliqua e il giocatore la può ruotare, cambiando a piacere la direzione dell'inquadratura tra i quattro angoli. La scena è senza scorrimento e la locazione cambia istantaneamente quando si raggiunge il bordo dello schermo.
Il movimento dei personaggi avviene tramite controlli rotazionali: due comandi servono a ruotare il personaggio su sé stesso nelle quattro direzioni cardinali, e uno ad avanzare.
Il personaggio che al momento non si controlla può essere impostato per stare fermo o per muoversi autonomamente.
Entrambi i personaggi hanno una barra di energia che cala quando vengono colpiti dai nemici e gradualmente con l'affaticamento. Se un personaggio esaurisce l'energia cade in mano ai nazisti, ma può essere salvato dal compagno; se entrambi soccombono si ha la sconfitta.
Ciascun personaggio ha un inventario degli oggetti posseduti e quello attualmente in uso è mostrato tramite un'icona.
Quando si è a contatto con un nemico si può combattere in corpo a corpo, Indiana con i pugni o la frusta e Sophia con i calci; più avanti si possono ottenere altre armi. Per attaccare, l'icona dell'arma (o pugno/piede) va selezionata e usata come gli altri oggetti. Il combattimento non è una questione di abilità, si tratta solo di azionare il comando di uso ripetutamente.
I nemici sconfitti possono rilasciare oggetti utili, ma rimangono storditi solo per un po'.
Anche il personaggio che al momento non si controlla può subire attacchi nemici, nel qual caso si viene avvisati da un indicatore lampeggiante.